# Rhea Perlman
Rhea Jo Perlman (Coney Island, Brooklyn, New York, 1948. március 31. –) négyszeres Primetime Emmy-díjas amerikai színésznő, író.
Legismertebb szerepe a pincérnő Carla Tortelli volt a Cheers című szituációs komédiában, 1982 és 1993 között. A tizenegy évadból álló sorozat sugárzása alatt összesen tíz alkalommal jelölték Primetime Emmy-díjra, mint legjobb női mellékszereplő vígjátéksorozatban, ebből négy alkalommal bizonyult a legjobbnak. A szerepért továbbá hat alkalommal kapott Golden Globe-jelölést legjobb női mellékszereplő (sorozat, minisorozat vagy tévéfilm) kategóriában.
Filmszerepei közt található a Ha kikaparod, megkapod (1992), a Pajzs a résen, avagy a tökéletlen erő (1995), az Idegroncs-derbi (1996), az Égimeszelés (1996) és a Matilda, a kiskorú boszorkány (1996).

## Magánélete
1982 óta Danny DeVito felesége, három gyermekük született.

## Filmográfia

### Film
| Év   | Magyar cím                            | Eredeti cím                      | Szerep                | Magyar hang    |
| ---- | ------------------------------------- | -------------------------------- | --------------------- | -------------- |
| 1972 |                                       | Hot Dogs for Gauguin (rövidfilm) | nő a kompon           |                |
| 1979 |                                       | Swap Meet                        | anya                  |                |
| 1982 | Bolond mozi mozibolondoknak           | National Lampoon's Movie Madness | kis zsidó prostituált |                |
| 1982 | Szerelemgyerek                        | Love Child                       | June Burns            |                |
| 1986 | Én kicsi pónim                        | My Little Pony: The Movie        | Reeka (hangja)        |                |
| 1990 | Csak a holttestén keresztül           | Enid Is Sleeping                 | Mavis                 |                |
| 1991 |                                       | Ted and Venus                    | Grace                 |                |
| 1992 | Bukta van                             | Class Act                        | Ms. Simpson           | Jani Ildikó    |
| 1992 | Ha kikaparod, megkapod                | There Goes the Neighborhood      | Lydia Nunn            | Császár Angela |
| 1993 | Négy dinó New Yorkban                 | We're Back! A Dinosaur's Story   | Buster anyja (hangja) |                |
| 1995 | Pajzs a résen, avagy a tökéletlen erő | Canadian Bacon                   | Honey seriffhelyettes | Jani Ildikó    |
| 1996 | Égimeszelés                           | Sunset Park                      | Phyllis Saroka        | Zsurzs Kati    |
| 1996 | Idegroncs-derbi                       | Carpool                          | Martha                | Illyés Mari    |
| 1996 | Matilda, a kiskorú boszorkány         | Matilda                          | Zinnia Wormwood       | Básti Juli     |
| 2001 |                                       | Old Love (rövidfilm)             | N/A                   |                |
| 2006 | Szerepszemle                          | 10 Items or Less                 | Mrs. D                | Molnár Zsuzsa  |
| 2007 |                                       | Bloom (rövidfilm)                | Ma                    |                |
| 2007 |                                       | Love Comes Lately                | Riesel                |                |
| 2008 |                                       | Cat Dragged In (rövidfilm)       | nő az utcán           |                |
| 2008 | Beethoven nagy áttörése               | Beethoven's Big Break            | Patricia              | Kocsis Mariann |
| 2011 | Boldog boldogtalan                    | The Trouble with Bliss           | Maria                 |                |
| 2012 | A kezelés                             | The Sessions                     | zsidó nő              | Pálos Zsuzsa   |
| 2015 | Álmomban találkozunk                  | I'll See You in My Dreams        | Sally                 | Bessenyei Emma |
| 2016 | Énekelj!                              | Sing                             | Judith (hangja)       | Igó Éva        |
| 2017 |                                       | Lemon                            | Esther                |                |
| 2018 |                                       | Half Magic                       | Linda                 |                |
| 2019 | Pompon klub                           | Poms                             | Alice                 | Pálos Zsuzsa   |
| 2020 |                                       | Funny Face                       | Fernie                |                |
| 2021 |                                       | Marvelous and the Black Hole     | Margot                |                |
| 2022 | 13: A musical                         | 13: The Musical                  | Ruth nagymama         | Pálos Zsuzsa   |
| 2023 | A magadfélék                          | You People                       | Bubby                 | Fabó Györgyi   |
| 2023 | Barbie                                | Barbie                           | Ruth Handler          | Igó Éva        |

### Televízió
| Év        | Magyar cím                               | Eredeti cím                                       | Szerep                            | Megjegyzések                              |
| --------- | ---------------------------------------- | ------------------------------------------------- | --------------------------------- | ----------------------------------------- |
| 1976      |                                          | Stalk the Wild Child                              | Jean                              | tévéfilm                                  |
| 1976      |                                          | I Want to Keep My Baby!                           | Rae Finer                         | tévéfilm                                  |
| 1977      |                                          | Mary Jane Harper Cried Last Night                 | Judy                              | tévéfilm                                  |
| 1977      |                                          | Having Babies II                                  | Cheryl                            | tévéfilm                                  |
| 1977      | A bensőséges idegen                      | Intimate Strangers                                | N/A                               | tévéfilm                                  |
| 1979      | Mint a normális emberek                  | Like Normal People                                | Jan                               | tévéfilm                                  |
| 1979–1982 | Taxi                                     | Taxi                                              | Zena Sherman                      | 5 epizód                                  |
| 1982      | Apuci                                    | Drop Out Father                                   | Tawney Shapiro                    | tévéfilm                                  |
| 1982–1993 | Cheers                                   | Cheers                                            | Carla Tortelli                    | 275 epizód                                |
| 1982–1993 | Cheers                                   | Cheers                                            | Annette Lozupone                  | 1 epizód                                  |
| 1983      |                                          | Likely Stories, Vol. 2                            | Vice felesége                     | tévéfilm                                  |
| 1983      | Saturday Night Live                      | Saturday Night Live                               | önmaga (házigazda)                | 1 epizód                                  |
| 1984      | Karrier minden áron                      | The Ratings Game                                  | Francine Kester                   | tévéfilm                                  |
| 1985      |                                          | Happily Ever After                                | Rose Johnson (hangja)             | tévéfilm                                  |
| 1985      | Egy kórház magánélete                    | St. Elsewhere                                     | Carla Tortelli                    | 1 epizód                                  |
| 1986      |                                          | Amazing Stories                                   | Lois                              | 1 epizód                                  |
| 1987      |                                          | The Tortellis                                     | Carla Tortelli                    | 1 epizód                                  |
| 1987      |                                          | Stamp of a Killer                                 | Claudia                           | tévéfilm                                  |
| 1988      |                                          | ABC Afterschool Specials                          | Dee nagynéni                      | tévéfilm                                  |
| 1989      |                                          | Two Daddies?                                      | Rose Johnson (hangja)             | tévéfilm                                  |
| 1990      |                                          | The Earth Day Special                             | Paula                             | különkiadás                               |
| 1991      |                                          | Blossom                                           | keresztanya                       | 1 epizód                                  |
| 1991      |                                          | The Last Halloween                                | Mrs. Gizborne                     | rövidfilm                                 |
| 1992      |                                          | Roc                                               | Connie Mason                      | 1 epizód                                  |
| 1992      | Irány a nagyi                            | To Grandmother's House We Go                      | Shirley                           | - tévéfilm - magyar hangja: - Fodor Zsóka |
| 1993      |                                          | A Place to Be Love                                | Jerri Blair                       | tévéfilm                                  |
| 1994      | A Simpson család                         | The Simpsons                                      | Carla Tortelli (hangja)           | 1 epizód                                  |
| 1994      | A remény városa                          | In Spite of Love                                  | Emma                              | tévéfilm                                  |
| 1994      |                                          | All-Star 25th Birthday: Stars and Street Forever! | tévé házigazda                    | tévéfilm                                  |
| 1995      |                                          | The Critic                                        | Ardeth (hangja)                   | 2 epizód                                  |
| 1996–1997 |                                          | Pearl                                             | Pearl Caraldo                     | 22 epizód                                 |
| 1997      |                                          | Union Square                                      | Mrs. Eileen Mulrooney             | 1 epizód                                  |
| 1997      |                                          | Almost Perfect                                    | Rhea Perlman                      | 1 epizód                                  |
| 1998      | A kutyafáját                             | In the Doghouse                                   | Phil Markowitz                    | tévéfilm                                  |
| 1998      | Houdini – A halál cimborája              | Houdini                                           | Esther                            | - tévéfilm - magyar hangja: - Szabó Éva   |
| 1999      |                                          | The Wonderful World of Disney                     | Mrs. Beelzebub                    | tévéfilm                                  |
| 1999      | Megőrülök érted                          | Mad About You                                     | Ramona                            | 1 epizód                                  |
| 2000      | A szépség ára                            | A Tale of Two Bunnies                             | Thelma                            | tévéfilm                                  |
| 2000      |                                          | Secret Cutting                                    | Dr. Parella                       | tévéfilm                                  |
| 2000      | Hogyan fogjunk gazdag feleséget?         | How to Marry a Billionaire: A Christmas Tale      | Jacqueline Kennedy                | tévéfilm                                  |
| 2001      | Ally McBeal                              | Ally McBeal                                       | Dr. Helen Tooth                   | 1 epizód                                  |
| 2001      |                                          | Kate Brasher                                      | Abbie Shaeffer                    | 6 epizód                                  |
| 2001      |                                          | Becker                                            | Dr. Katherine Simmons             | 1 epizód                                  |
| 2002      | Frasier – A dumagép                      | Frasier                                           | Carla Tortelli                    | 1 epizód                                  |
| 2002      | Mizújs, Scooby-Doo?                      | What's New, Scooby-Doo?                           | Agnes (hangja)                    | 1 epizód                                  |
| 2003      | Karen Sisco – Mint a kámfor              | Karen Sisco                                       | Louise Salchek                    | 1 epizód                                  |
| 2003      |                                          | Other People's Business                           | Mrs. Wabash                       | tévéfilm                                  |
| 2004      |                                          | Kevin Hill                                        | Eleanor Frank                     | 1 epizód                                  |
| 2006      |                                          | Crumbs                                            | Camile Spadaro                    | 1 epizód                                  |
| 2006      |                                          | Stroller Wars                                     | Penny                             | tévéfilm                                  |
| 2008      | Esküdt ellenségek: Különleges ügyosztály | Law & Order: Special Victims Unit                 | Roxana Fox                        | 1 epizód                                  |
| 2008      |                                          | The Christmas Choir                               | Agatha nővér                      | tévéfilm                                  |
| 2009–2010 | Hung – Neki áll a zászló                 | Hung                                              | Vera-Joan Skagle                  | 4 epizód                                  |
| 2011      |                                          | Wilfred                                           | Mittens                           | 1 epizód                                  |
| 2011      | Olivér és a szellem                      | Oliver's Ghost                                    | Eloise                            | tévéfilm                                  |
| 2012      | Vérmes négyes                            | Hot in Cleveland                                  | Jacki                             | 1 epizód                                  |
| 2012      |                                          | The Manzanis                                      | Camille                           | próbaepizód                               |
| 2012–2013 | Robot és Mumus                           | Robot and Monster                                 | Nessie (hangja)                   | 13 epizód                                 |
| 2013      | Robotcsirke                              | Robot Chicken                                     | több szereplő hangja              | 1 epizód                                  |
| 2013–2014 |                                          | Kirstie                                           | Thelma                            | 12 epizód                                 |
| 2014      | Szomszédok az űrből                      | The Neighbors                                     | Janet                             | 1 epizód                                  |
| 2014–2017 |                                          | The Mindy Project                                 | Annette Castellano                | 17 epizód                                 |
| 2015      | Meg-boldogulni                           | Getting On                                        | Crystal Buff                      | 1 epizód                                  |
| 2016      | Anyák gyöngye                            | Mom                                               | Anya                              | 1 epizód                                  |
| 2016      | Brooklyn 99 – Nemszázas körzet           | Brooklyn Nine-Nine                                | Estelle                           | 1 epizód                                  |
| 2017      |                                          | Me and My Grandma                                 | Skalecki nagymama                 | 6 epizód                                  |
| 2017      |                                          | Tim and Eric's Bedtime Stories                    | Maureen                           | 1 epizód                                  |
| 2018      |                                          | Shooter                                           | Gibson                            | 2 epizód                                  |
| 2021–2023 | Star Wars: A Rossz Osztag                | Star Wars: The Bad Batch                          | Cid / Ciddarin Scaleback (hangja) | 11 epizód                                 |
| 2022      | A kis démon                              | Little Demon                                      | Durlawn (hangja)                  | 1 epizód                                  |
| 2023      | Vádlott                                  | Accused                                           | Joyce                             | 1 epizód                                  |
| 2023      | Poker Face                               | Poker Face                                        | Beatrix Hasp (hangja)             | 1 epizód                                  |
| 2023      | Még nem halott                           | Not Dead Yet                                      | Janice                            | 1 epizód                                  |
| 2023      | Felhőtlen Philadelphia                   | It's Always Sunny in Philadelphia                 | Bertha Fussy                      | 1 epizód                                  |
| 2023–     | Átkozottak                               | Curses!                                           | Margie (hangja)                   | 10 epizód                                 |
| 2025      | Századközepi modern                      | Mid-Century Modern                                | Judy                              | 1 epizód                                  |
| 2025      |                                          | The Studio                                        | Matt anyja                        | 2 epizód                                  |
| 2025      | Túl sok                                  | Too Much                                          | Dottie                            | - 6 epizód - magyar hangja: - Zsurzs Kati |

## Fordítás
- Ez a szócikk részben vagy egészben  a   Rhea Perlman című angol Wikipédia-szócikk fordításán alapul.  Az eredeti cikk szerkesztőit annak laptörténete sorolja fel. Ez a jelzés csupán a megfogalmazás eredetét és a szerzői jogokat jelzi, nem szolgál a cikkben szereplő információk forrásmegjelöléseként.